# 7e régiment du génie
Pour les articles homonymes, voir 7e régiment.
Ne doit pas être confondu avec le 7e bataillon du génie actif de 1914 à 1920
Le 7e régiment du génie (ou 7e RG) est un régiment du génie militaire de l'armée française.

## Création et différentes dénominations
- 1er octobre 1894 : Création du 7e régiment du génie qui remplace le 1er régiment d’artilleurs-pontonniers. Il s'installe à la caserne d'Hautpoul à Avignon.
- 1914 : dissolution pour former les 15e, 23e et 24e bataillons du Génie.
- Dissous le 1er septembre 1939
- Le 1er janvier 1946, le COG 515 devient le 7e RG
- Dissous le 30 juin 1984, le régiment laisse place au 7e bataillon du génie de division alpine.
- 1984 : Création du 7e BGDA (7e bataillon du génie de la division alpine)
- 1994 : Dissolution du 7e BGDA
- Le 7e régiment du génie est recréé à Angers, par modification nominale du 21e régiment du génie, corps support de l’EAG, à compter du 1er janvier 1994.

## Chefs de corps
- 1966 : Colonel Charley. Avec galon de 1re classe.
- 1968 : Colonel Riera.
- 1971 : Colonel Hovette.
- 1973 : Lieutenant-Colonel Henri Suchet.
- 1977 : Colonel De Cressenville.

## Historique des garnisons, combats et bataille du7eRG

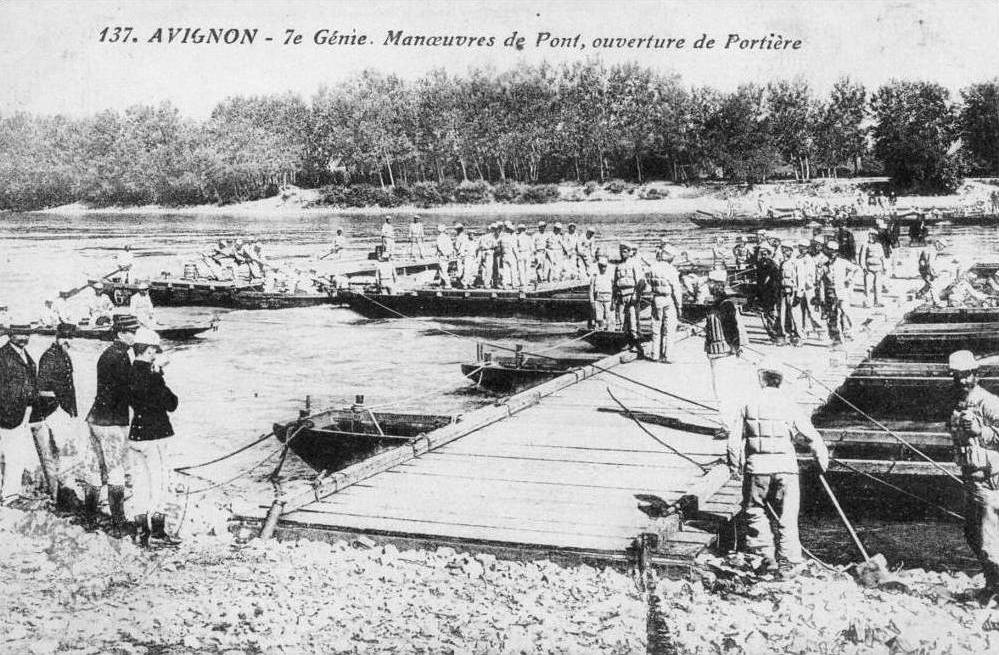
Le 7e RG, manœuvre de pont avant guerre sur le Rhône.

### Première Guerre mondiale
À la déclaration de guerre, il est dissous et réduit à un dépôt de guerre. Il forme des compagnies divisionnaires et de corps d'armée, formant les 15e, 23e et 24e bataillons du Génie.

#### Compagnies du régiment durant la guerre
Rattachement de ses unités à la mobilisation :
- Compagnie 15/1 : IIe Armée / 15e Corps d'Armée / 29e Division d'Infanterie
- Compagnie 15/2 : IIe Armée / 15e Corps d'Armée / 30e Division d'Infanterie
- Compagnie 15/3 : IIe Armée / 15e Corps d'Armée
- Compagnie 15/4 : IIe Armée / 15e Corps d'Armée
- Compagnie 15/16 : IIe Armée / 15e Corps d'Armée
- Compagnie 15/21 : IIe Armée / 15e Corps d'Armée

Rattachement durant la guerre
- Compagnie 15/5T : 36e Corps d'Armée de juillet 1917 à novembre 1918

Les 23e et 24e bataillons du 7e RG sont des bataillons de pont d'armée.
- Compagnie de pontonniers 23/1 : Ire armée
- Compagnie de pontonniers 23/2 : IIe armée
- Compagnie de pontonniers 23/3 : IIIe armée
- Compagnie de pontonniers 24/1 : IVe armée
- Compagnie de pontonniers 24/2 : Ve armée

#### 1914

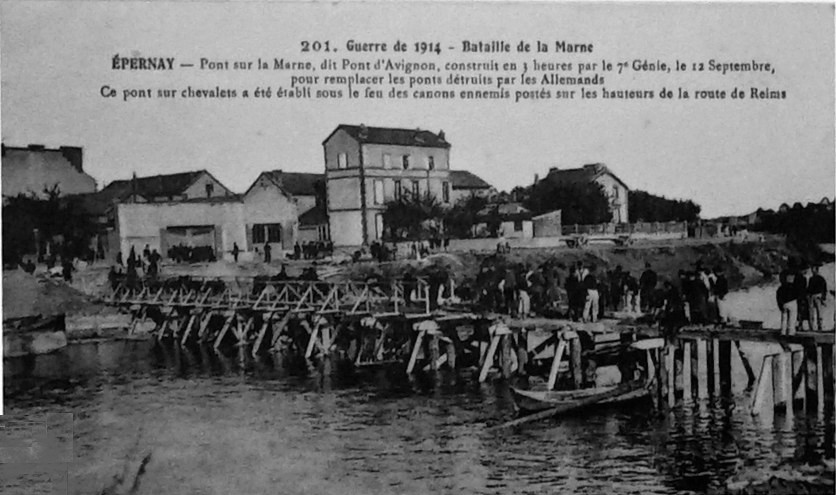
Pont du 7e régiment du génie sur la Marne à Épernay.

En 1914, le génie se décida à recréer deux bataillons de Pontonniers, le 23e et le 24e, au 7e régiment. Seul le 7e RG regroupe après les lois-cadres de 1912 et les circulaires d'applications d'avril 1914 deux bataillons de pontage d'armée.

#### 1917
La compagnie 24/1 fut citée à l'ordre du corps d'armée en 1917, pour la construction d'un pont de bateaux sur le front de Verdun (passage de la Meuse à Talou).
La compagnie 24/3 fut citée à l'ordre de l'Armée en 1917, pour avoir construit 2 ponts lourds dans des conditions particulièrement difficiles.

#### 1918
Les 2 compagnies 24/1 et 24/2 eurent enfin le mérite et l'honneur de construire, en décembre 1918, le premier pont de bateaux sur le Rhin, dans la région de Mayence.
la 24/2 devient la 51e compagnie du 11e régiment en 1918.

### Entre-deux-guerres
Les formations de ponts lourds, transformées en Compagnies du Génie Maritime, prirent au 1er janvier 1920, la dénomination de Compagnies de ponts-lourds et furent alors intégrées au 7e régiment du Génie.

### Depuis 1945
Pour l'Indochine le 7e régiment du Génie a mis sur pied le 75e bataillon du Génie. Les effectifs initiaux étaient prévus pour faire partie du bataillon de marche de Madagascar. Mais pour satisfaire les besoins en Extrême-Orient, la moitié des effectifs disponibles est prélevée sur le bataillon de marche.

En 1971, la 301e Compagnie de Pompiers de Campagne est créée dans le cadre des Unités Militaires Spécialisées dans la lutte contre les feux de forêts.

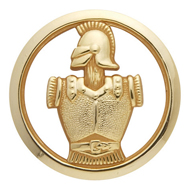
Insigne de béret du génie

En 1984 le 7e R.G. est composé de 11 compagnies, Il est créé directement à Avignon avec des cadres du Génie et des cadres de la Division Alpine, il prend le nom de 7e B.G.D.A (7e Bataillon du Génie de la Division Alpine). Le 7e B.G.D.A, composé de 4 compagnies (une d'instruction, une de soutien et deux de combat) est resté à Avignon jusqu'au 31 juillet 1993 date à laquelle dans le cadre du plan Armée 2000 il a été transféré à la Valbonne.
Le 1er janvier 1994, le 7e B.G.D.A. est dissous, il devient le 4e régiment du génie.

## Drapeau
Il porte, cousues en lettres d'or dans ses plis, les inscriptions:
- Madagascar 1895
- Maroc 1911-1913
- Lorraine 1914
- Verdun 1916
- Somme 1916
- Libye 1942-1943
- Alsace 1944-1945

## Décorations
Ses compagnies sont citées à 43 reprises pendant la Première Guerre mondiale :
La Cie 15/12 porte la fourragère aux couleurs du ruban de la Médaille militaire pour cinq citations à l'ordre de l'armée puis une citation à l'ordre du corps d'armée avec 5 palmes et 1 étoile de vermeil ;
La Cie 15/62 porte la fourragère aux couleurs du ruban de la Croix de guerre 1914-1918 deux citations à l'ordre de l'armée avec 2 palmes.
Les compagnies de ponts sont également plusieurs fois citées. L'une d'entre elles reste pendant deux ans à Berry-au-Bac, pontant et entretenant ses ouvrages, équipant six points de passage malgré les bombardements :
La compagnie 24/1 fut citée à l'ordre du Corps d'Armée en 1917, pour la construction d'un pont de bateaux sur le front de Verdun (passage de la Meuse à Talou) ;
La compagnie 24/3 fut citée à l'ordre de l'Armée en 1917, pour avoir construit 2 ponts lourds dans des conditions particulièrement difficiles.
NB : seule l'unité citée, en l'occurrence, la compagnie, a droit au port de ses décorations.
Il porte la Croix de guerre 1939-1945 avec 1 palme, héritage du 1er bataillon du génie F.F.L..

## Devise
Parfois détruire Souvent construire Toujours servir...

## Insigne
Ecu taillé bleu et vert à une demi roue un chiffre 7 et une ancre, le tout sommé d’un noir.

## Personnalités ayant servi au7eRG
- Henri Auger (1883-1916)[5]
- Jean Moulin (1899-1943)[6].
- Jacques Théodore Saconney, capitaine au 7e RG est le chef du dépôt d'aéronautique militaire à Reims[7].
- Michel Sala (né en 1954)[8].
- Albert Souques (1890-1952), Compagnon de la Libération.
- François Spirito (1900-1967)

## Sources et bibliographie
- Historique du 7e régiment du génie pendant la campagne 1914-1918 sur Gallica
- Précis des unités du Génie de 1793 à 1993 (ND) par le Cne(er) Giudicelli et le Maj(er) Dupire.
- "Manuel complet de fortification par H. Plessix et É. Legrand-Girarde. 3e édition 1909" la 4e partie, page 743 et suivante, trait de l'organisation du Génie, des missions et travaux du Génie.